# Paraninoe simpla
Paraninoe simpla är en ringmaskart som först beskrevs av Moore 1905.  Paraninoe simpla ingår i släktet Paraninoe och familjen Lumbrineridae. Inga underarter finns listade i Catalogue of Life.